# Vivian Baella
Vivian Isabel Baella Guevara (Rioja, San Martín, 3 de agosto de 1992) es una exvoleibolista peruana. Ha representado a su país en los Juegos Olímpicos de la Juventud 2010, donde ayudó a su equipo a ganar la medalla de bronce.

## Carrera

### 2006
- Campeona en los Juegos Nacionales Perú 2006 con el colegio Ofelia Velásquez de Tarapoto.
- Campeona del Sudamericano Escolar 2006 (Medellín, Colombia).
- Subcampeona de la Copa Regional San Martín, Perú, con la selección de Tarapoto.
- Subcampeona del torneo nacional de vóley de menores, Perú, con la selección de Morales.

### 2008
Vivian hizo su debut en el Campeonato Sudamericano de Voleibol Femenino Sub-18 de 2008 siendo capitana del equipo. Ayudó a su país a ganar la medalla de plata en el torneo y Vivian fue premiada como mejor atacante. Ocupó el tercer puesto en el Campeonato Sudamericano de Voleibol Femenino Sub-20 de 2008 (fundamental en el partido con Argentina).

### 2009
Representó a su país en el Campeonato Mundial de Voleibol Femenino Sub-18 de 2009. Su equipo terminó sexto, el mejor resultado para cualquier equipo peruano desde 1993. Vivian, junto con la mayoría de sus compañeros de equipo, saltó a la fama después del torneo.
- Campeona del Torneo Apertura 2009 con su club, Regatas Lima.
- Campeona del Torneo Clausura 2009 con su club, Regatas Lima.
- Mejor voleibolista del 2009, Premios DT del diario El Comercio. url = http://www.youtube.com/watch?v=tPsGWe5rxT0

### 2010: bronce olímpico juvenil
Vivian volvió a firmar contrato con el club Regatas Lima para la temporada 2010-11 de la Liga Nacional Superior de Voleibol del Perú.
Más tarde, ese mismo año, participó en el Campeonato Sudamericano de Voleibol Femenino Sub-20 de 2010 ganando la medalla de plata. Su equipo también ganó la medalla de bronce en los Juegos Olímpicos Juveniles 2010.

### 2011: oro en Copa Panamericana
Vivian jugó con su equipo juvenil en la Copa Panamericana de Voleibol Femenino Sub-20 de 2011, celebrada en su país, Perú. Su equipo ganó la medalla de oro. También participó con su equipo en el 2011 el Campeonato Mundial de Voleibol Femenino Sub-20 de 2011, que se celebró en Perú. Su equipo terminó en 6.º lugar. Vivian, junto a su compañera de equipo Grecia Herrada, comenzó a jugar vóley playa para la temporada 2011 finalizando tercera en el torneo nacional del Perú y obteniendo la clasificación para el Campeonato Sudamericano de Voleibol Playa.

### 2012
Este año Vivian fichó por el club Alianza Lima jugando la Liga Nacional Superior de Voleibol del Perú. Vivian se dedicó al vóley playa representando a la selección nacional de Perú en el Campeonato Mundial Sub-21 en Halifax, Canadá.

## Impacto

### Supervivian
Después de haber sido capitán del equipo de menores de Perú en 2008 y ayudar a su país de volver a subir al podio, el artista-creativo Mauricio Mauri Céspedes creó una serie animada llamada Supervivian, que sigue a Vivian como la mejor jugadora del equipo.

## Clubes
- Deportivo Wanka (2006-2007)
- Regatas Lima (2007-2012)
- Alianza Lima (2012-2016)
- Deportivo Géminis (2016-2018)

## Resultados

### Individuales
- Mejor atacante del Campeonato Sudamericano de Voleibol Femenino Sub-20 de 2008
- Mejor voleibolista del 2009 Premios DT, diario El Comercio
- Condecorada Orden al mérito a la mujer 2010, Ministerio de la Mujer

### Selección nacional

#### Categoría mayores
- 2009:  Campeona, Juegos Bolivarianos Sucre 2009
- 2010:  Tercera, Juegos Suramericanos ODESUR Medellín 2010

#### Categoría sub-20
- 2008:  Tercera, Sudamericano Juvenil Perú 2008
- 2010:  Subcampeona, Sudamericano Juvenil Colombia 2010
- 2010:  Tercera, Juegos Olímpicos de la Juventud Singapur 2010
- 2011:  Campeona, Copa Panamericana Juvenil Perú 2011
- 2011: 6.º lugar, Mundial Juvenil Perú 2011

#### Categoría sub-18
- 2008:  Subcampeona, Sudamericano Menores Perú 2008
- 2009: 6.º lugar, Mundial Menores Tailandia 2009